# Paul Kaisermann
Paul Kaisermann (* 1878; † unbekannt) war ein französischer Schwimmer.

## Karriere
Kaisermann nahm 1900 an den Olympischen Spielen in Paris teil. Im Wettbewerb des Unterwasserschwimmens erreichte der Franzose den zehnten Rang. Auch im Wettbewerb über 200 m Rücken war der Schwimmer gemeldet, trat aber nicht an.